# 9x39mm弾
9×39mm弾(露: Патрон 9×39 мм)は、ソビエト連邦(ロシア共和国)の小銃弾である。

## 概要
ロシアの7.62×39mm弾をもとにしているが、9mm弾頭を装着するために薬莢口がひろげられている。
この弾薬は、TsNIITochMashのN. Zebelin、L. Dvoryaniova、Y. Frolovによって、1980年代に開発された。拳銃弾より強力で射程があり、かつ貫通力に優れた亜音速弾を、特殊部隊の消音火器用に開発するのが目的だった。
1974年にAK-74用に発表された5.45×39mm弾の弾頭は軽量で、弾速を音速より遅くすると満足なエネルギーが得られない。9×39m m弾の弾頭は重量約16gで、7.62×39mm弾の約2倍の重量がある。
有効射程は300mから400mで、最大10mmの鋼板を貫通できる。弾速が亜音速であるため、衝撃波は発生しないが、通常の(消音でない)アサルトライフルに比べて有効射程が短くなる。
5.45×39mm弾と同様に9×39mm SP-5は、弾頭先端に空洞が設けてあり、目標の内部に侵入した際潰れて変形することにより、非常に横転しやすくなる。このような長い弾丸が横転すると、大きな破壊効果が期待できる。

## 装填可能な銃
- 9A-91
- AK-9（英語版）
- AS "ヴァル"
- OTs-12 "ティス"
- OTs-14-4A "グローザ"
- SR-3 "ヴィーフリ"
- VSK-94（英語版）
- VSS "ヴィントレス"
- RSh-9
- AMB-17

## 種類
| カートリッジ   | SP-5          | SP-5UZ           | SP-6            | SP-6UCh | PAB-9           | SPP                        | BP     |
| -------------- | ------------- | ---------------- | --------------- | ------- | --------------- | -------------------------- | ------ |
| タイプ         | スナイパー    | テスト（強装弾） | 徹甲弾          | 訓練弾  | 徹甲弾          | スナイパー（貫徹力向上型） | 徹甲弾 |
| 弾頭重量 [g]   | 16.8 (最大)   |                  | 約 16           |         | 17.3 (最大)     |                            |        |
| 銃口初速 [m/s] | 280 - 320     |                  | 280 - 320       |         | 280 - 320       |                            |        |
| 初活力 [J]     | 658.5 - 860.1 |                  |                 |         | 678.1 - 885.7   |                            |        |
| 最大貫徹力     |               |                  | 最大10 mmの鋼鉄 |         | 最大10 mmの鋼鉄 |                            |        |

### RG037狙撃仕様／装甲貫通仕様
RG037は7.62×39mm弾をベースにN.V.ザベリンが開発した試作狙撃弾。
薬莢は7.62×39mm弾をベースに28mmに短縮したものを使用している。RG037は複合弾芯を備えた狙撃仕様(RG036向け)と長い弾芯を備えた装甲貫通仕様(RG044向け)の2種に分けて開発された。RG037の製造は№539工廠"トゥーラ弾薬工場"にて行われた。1980年代半ばにTTTが更新され最大400mの範囲でボディーアーマーを貫通することが要件に加えられたが、RG037はこれを達成することができなかった。先述の要件を達成するため口径を9mmへ増加させ薬莢も39mmへ戻すなど全体的な大型化を施した。この試作弾の製造は1984年まで続きRG037狙撃仕様をSP-5、RG037装甲貫通仕様をSP-6とした。

### SP-5
SP-5(露: Специальная Пуля - 5 特殊弾-5の意)(GRAU：7N8)は1984年にN.V.ザベリンとL.S.ドヴォリアノワによってVSS用に開発された狙撃弾。
1987年に採用され7N8のGRAUコードの指定を受ける。最大400mの射程を持っており後部に配置された鉛製弾芯によって亜音速ながら安定した弾道性能を発揮する。100m離れた地点からグレード3の5mm鋼板を貫通することができる。弾頭には特別なペイントはないが薬莢への圧入部に赤色のワニスが塗られている。SP-5は旧型の10発入りパッケージにはロシア語で狙撃を意味する「СНАЙПЕРСКИЕ」の表記があるが現在生産されている20発入りパッケージには特別な表記はされていない。
試作型のSP-5はコーティングなしのスチール製またはリン酸ラッカーコーティングされたスチール製の薬莢だったが量産型ではワニスコーティングされたスチール製薬莢に変更された。SP-5の生産は№711工廠"クリモフ弾薬工場"と№539工廠"トゥーラ弾薬工場"にて行われていた。

### SP-6
SP-6(露: Специальная Пуля - 6 特殊弾-6の意)は1985年にYu.Z.フロロフとE.S.コルニロワによってAS用に開発された装甲貫通弾。
最大400mの範囲でボディーアーマーを装着した目標を攻撃することができる。貫通力を向上させるために弾芯自体を延長し、弾頭先端は被膜で覆われおらず弾芯が露出している。100m離れた地点からグレード3の7mm鋼板を貫通することができる。弾頭には黒いペイントが施されており薬莢との圧入部には赤いワニスが塗られている。SP-6のパッケージはSP-5とほぼ同じだが「СНАЙПЕРСКИЕ」の表記はなく装甲貫通弾を意味する黒いストライプが入れられている。
SP-6は1987年に№711工廠"クリモフ弾薬工場"にてラッカーコーティングされたスチール製薬莢またはバイメタル製薬莢で生産されていたがその後の№539"トゥーラ弾薬工場"ではラッカーコーティングされたスチール製薬莢でのみ生産された。№711工廠で生産されていた旧規格のSP-6と№539工廠で生産されている現行規格のSP-6では弾頭先端の形状が若干異なる。

### SPP
SPP(ロシア語: Снайперская Пробивающая Пуля 狙撃貫通弾の意)(GRAU：7N9)は2002年に№539工廠"トゥーラ弾薬工場"と製造設備会社であるKBALの専門家たちによってSP-5を更新するために開発された新型の狙撃弾。
2006年に採用され7N9のGRAUコードの指定を受ける。最大400mの範囲でボディーアーマーを装着した目標を攻撃することができる。貫通力を向上させるために弾頭先端は被膜で覆われおらず弾芯が露出している。100m離れた地点からグレード3の7mm鋼板を貫通することができ、250mの範囲で6B23を貫通することができる。試作弾では弾頭に濃い紫のペイントが施されていたが量産規格では青いペイントに変更された。また薬莢との圧入部には赤いワニスが塗られている。
2006年からSPPの量産が№539工廠より開始された。2006~2009年まではリン酸ラッカーコーティングされたスチール製薬莢で生産されていたが2010年からはリン酸ポリマーコーティングされたスチール製薬莢で生産されている。

### BP
BP(露: Бронебойная Пуля 装甲貫通弾の意)(GRAU：7N12)は2002年に№539工廠"トゥーラ弾薬工場"と製造設備会社であるKBALの専門家たちによってSP-6を更新するために開発された新型の装甲貫通弾。
2004年に採用され7N12のGRAUコードの指定を受ける。最大400mの範囲でボディーアーマーを装着した目標を攻撃することができる。貫通力を向上させるために弾頭先端は被膜で覆われおらず弾芯が露出している。100m離れた地点からグレード3の7mm鋼板を貫通することができる。弾頭には黒いペイントが施されており薬莢との圧入部には赤いワニスが塗られている。BPのパッケージはSP-6と同じく黒いストライプが入れられている。また薬莢の材質によって「9×39 БП гс」または「9×39 БП гсп」の表記がある。
2004年からBPの量産が№539工廠より開始された。2004~2009年まではリン酸ラッカーコーティングされたスチール製薬莢で生産されていたが2010年からはリン酸ポリマーコーティングされたスチール製薬莢で生産されている。

### PAB 9.000
PAB 9.000(露: Патрон Автоматный Бронебойный Калибра 9.0 мм 9.0mm口径 自動装甲貫通弾の意)は1995年にKBPの専門家によって開発された装甲貫通弾。
軍には採用されなかったがMVDなどの内務省では多く支給され実際に使用された。最大400mの範囲でボディーアーマーを装着した目標を攻撃することができる。貫通力を向上させるために弾芯自体を若干太く長く大型化し、弾頭先端は被膜で覆われおらず弾芯が露出している。100m離れた地点からグレード3の8mm鋼板を貫通することができる。弾頭には黒いペイントが施されている。弾頭はSP-6やBPと似ているが太さや長さ、形状、製造方式などが異なる。また前述の通り弾頭自体の大きさや圧力なども異なるためサプレッサー内蔵型のVSS／ASで使用すると他の弾薬に比べ銃器の寿命を3000発近く削るため使用が禁止されている。
1995年からPAB 9の生産が№539工廠"トゥーラ弾薬工場"にて開始された。初期生産規格では薬莢底部に民間向け弾薬であることを示す「А 95」の刻印があり弾頭の黒いペイントが施されていなかった。その後新規格のPAB 9.000の生産が始まった。薬莢底面には№539工廠で製造されたことを示す「ТПЗ」の刻印と製造年の下2桁の刻印が追加されておりА 95の刻印は削除された。2003年には新型のSPPとBPの生産を優先するためPAB 9.000の生産は停止された。

### SP-5UZ
SP-5UZ(露: Специальная Пуля - 5 Усиленный Заряд 特殊弾-5強化された圧力の意)は9×39mm弾を使用する銃器の工場で行われる薬室強度試験用に激発時通常より高い圧力を発揮する試験弾。
弾頭と薬莢との圧入部に黒いペイントが施されている。SP-5UZのパッケージには強化された圧力を意味する「УСИЛЕННЫЙ ЗАРЯД」の表記がある。このような工場試験用の弾薬を戦闘で使用することは強く禁止されている。

### SP-6UCh
SP-6UCh(露: Специальная Пуля - 6 Учебный 特殊弾-6訓練の意)は9×39mm弾を使用する銃器の訓練に使用する模造訓練弾。
射撃を行わない訓練に用いるため撃発機能はなく弾頭は外れないように圧入に加え薬莢口をプレスされている。SP-6UChには特別なペイントは施されていないが薬莢に縦方向のプレス痕が付けられているため一目で見分けることができる。SP-6UChのパッケージには訓練を意味する「УЧЕБНЫЙ」の表記がある。

### PSO
PSO(露: Патрон Спортивно Охотничий スポーツ狩猟弾の意)は2000年初頭に№711工廠"クリモフ弾薬工場"にてSP-5をベースに開発された競技射撃と狩猟のための民間向け弾。
2012年に民間へ販売可能な弾薬として正式に認定され販売が開始された。